# Guy Delisle
Guy Delisle (Quebec, 19 januari 1966) is een Canadese striptekenaar, woonachtig in Montpellier.
Delisle genoot een opleiding animatie aan het Sheridan College in Oakville (Ontario) en werkte in animatiestudio's in Canada, Duitsland, Frankrijk, China, Vietnam, Noord-Korea, Réunion en Jeruzalem. Zijn ervaring als supervisor bood materiaal voor twee autobiografische strips: Shenzhen (2001) en Pyongyang (2003). De striproman over de Noord-Koreaanse hoofdstad werd in 2009 in het Nederlands uitgegeven bij Oog & Blik. In de zomer van 2012 kreeg de Amerikaanse regisseur Gore Verbinski samen met scenarist Steve Conrad de filmrechten, maar dit project werd eind 2014 afgeblazen na de cyberaanval op Sony Pictures Entertainment.
Delisle volgde in 2007 zijn vrouw op missie voor Artsen zonder Grenzen in Myanmar en publiceerde zijn ervaringen in Chroniques birmanes, een album dat in februari 2008 bij Oog & Blik uitkwam als (Kronieken van) Birma. In 2011 verscheen Jeruzalem over de periode van augustus 2008 tot juli 2009 met zijn gezin in Israël. De striproman geeft een onbevooroordeeld beeld op het conflict in de Gazastrook 2008-2009 en werd beloond met de hoofdprijs op het Internationaal stripfestival van Angoulême in 2012. 

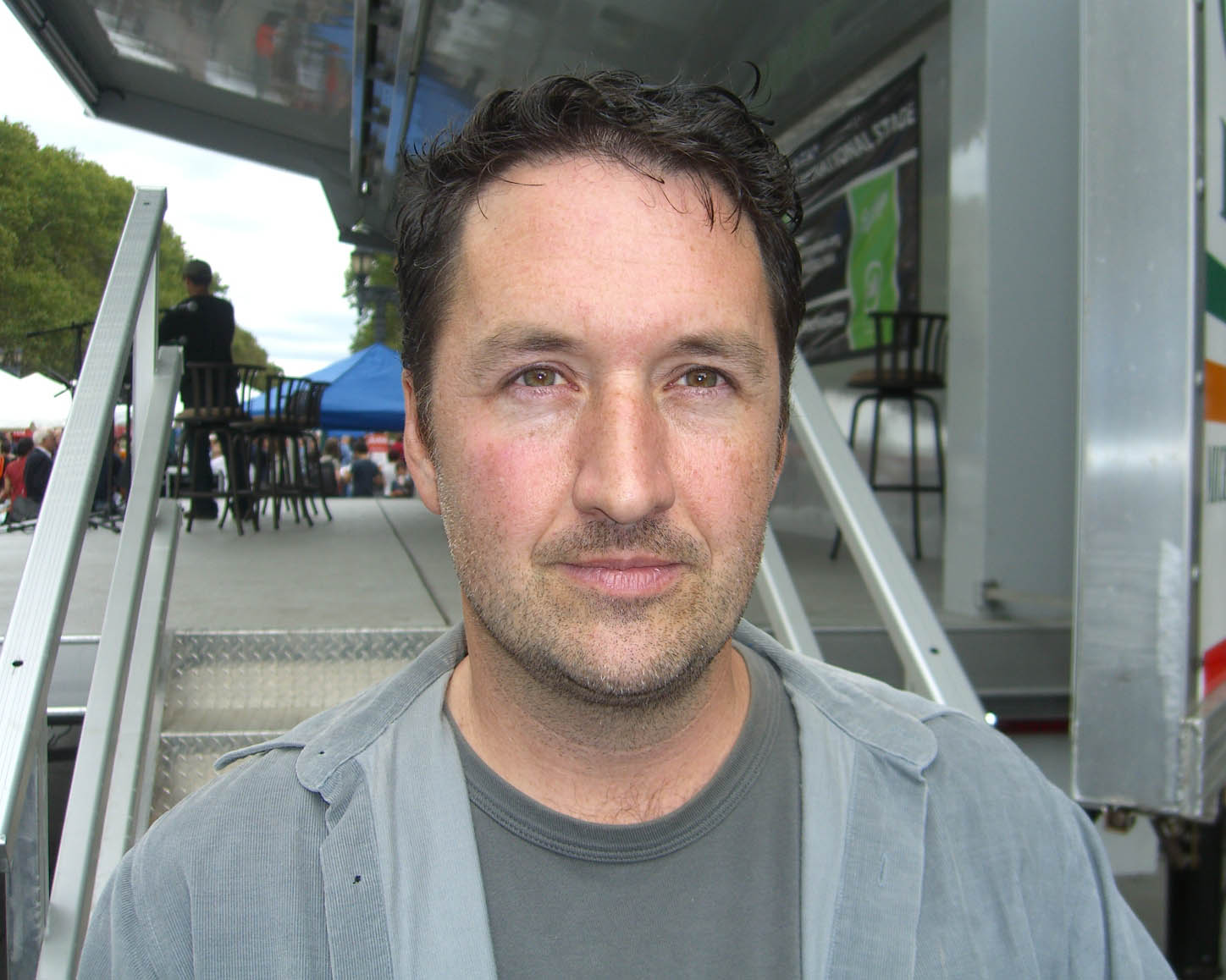
Delisle in 2009

### In het Nederlands
- Shenzhen
- Pyongyang (2009, Oog & Blik)
- (Kronieken van) Birma (februari 2008, Oog & Blik)
- Jeruzalem (2011, Oog & Blik/De Bezige Bij)
- Shenzhen (2011, Oog & Blik)
- Gids voor 'slechte' vaders (2013, korte grappige verhaaltjes over opvoeden)
- Gegijzeld (2017, Scratch)
- De Papierfabriek (2021, Concerto)
- De kunst van het nietsdoen (2022, Concerto)
- Voor een fractie van een seconde (2024, Concerto)

### Zonder tekst
- Aline et les autres, L'Association, 1999
- Albert et les autres, L'Association, 2001
- Louis au ski, Delcourt, collection Shampooing, 2005

### Enkel in het Frans
- Réflexion, Collection Patte de Mouche, L'Association, 1996
- Inspecteur Moroni 1 : Premiers pas Dargaud, 2001
- Inspecteur Moroni 2 : Avec ou sans sucre Dargaud, 2002
- Comment ne rien faire, Pastèque, 2002
- Inspecteur Moroni 3 : Le Syndrome de Stockholm, Dargaud, 2004

## Tentoonstellingen
- Intervalles Shenzhen - Pyongyang, production CREA - illiko, scenografie Bekir AYSAN (Beko)
- Festival illiko, Kingersheim - Frankrijk - mei 2005
- Festival BD-FIL, Lausanne - Zwitserland- september 2005
- Festival Plein la bobine, Auvergne - Frankrijk - juli 2006
- Mikros Image, Parijs - Frankrijk- maart 2007
- Zootropie 1, Chicoutimi - Canada- september 2007

- Bibsys: 8016607
- Biblioteca Nacional de España: XX1697544
- Bibliothèque nationale de France: cb130819092 (data)
- Catàleg d'autoritats de noms i títols de Catalunya: 981058526473406706
- Gemeinsame Normdatei: 132009536
- International Standard Name Identifier: 0000 0001 0914 2695
- Library of Congress Control Number: no2005103509
- Bibliotheek van het Japanse parlement: 01040631
- Nationale Bibliotheek van Tsjechië: xx0089254
- Nationale Bibliotheek van Israël: 987007282032305171
- Nederlandse Thesaurus van Auteursnamen: 311468756
- Réseau des bibliothèques de Suisse occidentale: 02-A008629468
- RKD-Nederlands Instituut voor Kunstgeschiedenis: 367262
- Système universitaire de documentation: 057400075
- Union List of Artist Names: 500650188
- Virtual International Authority File: 71527764
- WorldCat: E39PBJcGk3hF7khv8Yq8m7tYfq